# 藤商店
株式会社藤商店（とうしょうてん）は、福岡県福岡市南区に本社を置く調味料メーカーである。

## 沿革
- 1865年（慶応元年）- 創業者藤与八郎が博多祇園町に醤油醸造業として創業。
- 1959年（昭和34年）- 四代目藤弘臣を代表取締役とする有限会社組織へ改組する。事業拡張のため現在地へ移転。
- 1965年（昭和40年）- 百道食品株式会社併合。
- 1976年（昭和51年）-「からし酢みそ」製造開始。
- 1991年（平成3年）- 株式会社組織へ改組。東京営業所を開設。
- 1996年（平成8年）- 大阪営業所を開設。
- 1999年（平成11年）- 仙台営業所を開設。
- 2001年（平成13年）- 広島営業所を開設。
- 2008年（平成20年）- 五代目藤謙太郎が代表取締役社長に就任。大阪北営業所を開設。
- 2015年（平成27年）- 大阪営業所と大阪北営業所を統合。

## 主な商品
- からし酢みそ
- 鍋のつゆ
- まぐろ丼のたれ
- 肉じゃがのたれ

## テレビCM
1980年代後半よりイメージキャラクターとして女優の菅井きんを起用したテレビCMが放送されていた。菅井が2018年8月に死去した際は追悼するメッセージを同社のFacebookに投稿している。なお、CMは同社のホームページで閲覧可能である。
- からし酢みそ

菅井が旅館の大女将に扮しているバージョンと「遠山の金さん」に扮したバージョンのCM。
- 鍋のつゆ

商店街やスーパーマーケットの映像の後に和服姿の菅井が「鍋のつゆ」をすすめる内容のCM。
- まぐろ丼のたれ

料理番組風のCM。菅井は講師役で、進行役の女性がまぐろ丼の作り方を菅井に訊ねた所、講師の菅井が「(まぐろに)かけるだけです」と答える内容。